# Hristijan Mickoski
Hristijan Mickoski (em macedônio/macedónio:  Христијан Мицкоски; Escópia, 29 de setembro de 1977) é um político e engenheiro mecânico macedônio, atual primeiro-ministro da Macedônia do Norte desde 23 de junho de 2024.
Ele também é professor universitário e líder do partido VMRO-DPMNE. Em 2016, Mickoski se tornou diretor da Elektrani e, no período de 2015 a 2017, foi conselheiro de energia dos primeiros-ministros Nikola Gruevski e Emil Dimitriev. Como candidato único, foi eleito líder do VMRO-DPMNE no 16º congresso do partido em Valandovo.